# ビシュケク2駅
ビシュケク2駅（キルギス語: Бишкек 2）とはキルギスの首都ビシュケクにある鉄道駅である。ビシュケク1駅は市内西部に位置するのに対して、当駅は市内中心部に位置する。

## 列車
- ビシュケク - モスクワ[2]
- ビシュケク - シュ
- ビシュケク - ノヴォクズネツク
- バルイクチ - ビシュケク - タシュケント